# Репрево (Ивановская область)
Репрево — опустевшая деревня в Вичугском районе Ивановской области. Входит в состав Сошниковского сельского поселения.

## География
Находится в северо-восточной части Ивановской области на расстоянии приблизительно 8 км на восток-северо-восток по прямой от районного центра города Вичуга.

## История
Деревня уже появилась на карте 1840 года. В 1872 году здесь (тогда Юрьевецкий уезд Костромской губернии) было учтено 38 дворов, в 1907 году — 33. По состоянию на 2020 год опустела.

## Население
Постоянное население составляло 198 человек (1872 год), 108 (1897), 152 (1907), 3 в 2002 году (русские 100 %), 1 в 2010.